# Leucopardus mirabilis
Leucopardus mirabilis är en fjärilsart som beskrevs av Walter Karl Johann Roepke 1943. Leucopardus mirabilis ingår i släktet Leucopardus och familjen björnspinnare. Inga underarter finns listade i Catalogue of Life.